# Vyžnycja
Vyžnycja (in ucraino Вижниця?; in yiddish וויזשניץ‎?; in romeno Vijniţa; in polacco Wyżnica; in tedesco Wischnitz, è una città dell'Ucraina, nell'oblast' di Černivci. 

## Geografia
Vyžnycja è situata sul versante nord-est dei Carpazi ucraini, sulla riva destra del fiume Čeremoš, corso d'acqua che storicamente separa la regione storica della Bucovina (a cui appartiene la cittadina) da quella della Galizia (a cui appartiene il vicino comune urbano di Kuty, nell'oblast' di Ivano-Frankivs'k) sulla riva sinistra. Vyžnycja sorge a 76 km ad ovest di Černivci.

## Storia
Menzionata per la prima volta in una cronaca moldava del 1501, dal 1514 al 1574 fu occupata dai turchi. Successivamente rimase sotto il controllo del Principato di Moldavia sino al 1774, anno in cui l'intera Bucovina fu annessa all'Impero austriaco. Al termine della prima guerra mondiale fu per breve tempo sotto il controllo delle autorità dell'effimera Repubblica Popolare dell'Ucraina Occidentale, salvo poi essere annessa, insieme a tutta la Bucovina, alla Romania. Nel periodo interbellico sorgeva lungo il confine romeno-polacco, segnato dal fiume Čeremoš. 
Nel 1940 fu occupata dall'Armata Rossa e annessa all'Unione Sovietica.
Nel giudaismo la città è nota per essere stata il centro originario della setta hassidica con il suo nome yiddish Vizhnitz. La comunità ebraica della città fu decimata nell'Olocausto e la maggior parte dei sopravvissuti non tornò, ma la comunità hassidica di Vizhnitz in Israele e altrove continua a mantenere il nome.